# Szentjakabfa
Szentjakabfa (németül: Jakobsdorf am Plattensee) község Veszprém vármegyében, a Balatonfüredi járásban. A település eredetileg Szent István magyar király korától az 1950-es megyerendezésig Zala vármegyéhez tartozott.

## Fekvése
Szentjakabfa a Nivegy-völgyben fekszik Balatoncsicsó és Óbudavár között. A völgy szerkezetileg a Balaton-felvidék Balatonfüred és Badacsony közti szakaszára jellemző, a tóparti hegysor mögött kialakult márgás kőzetű medencék egyikének tekinthető, nevezik Csicsói-medence néven is.
Közigazgatási területét érinti a Nagyvázsony-Vigántpetend közti 7311-es és a Zánka felől Nagyvázsonyba vezető 7312-es út is, de a település belterülete zsákfalunak tekinthető: csak a Balatoncsicsó és Mencshely között húzódó 73 117-es útból észak felé kiágazó 73 118-as úton érhető el.

## Története
Szentjakabfa nevét 1306-ban említette először oklevél, mint a Nivegy-völgyben fekvő települést. Ottó király ekkor adta a megkoronáztatásában őt támogató Benedek veszprémi püspöknek a három udvarnokfalut: Nevegyszentjakabot, Herendet és Tagyon falut udvarnokaival együtt a szolgálatai jutalmául. Később e adományokat Károly Róbert királyvisszavette. 
1318-ban aztán István püspök szerezte meg a királytól szentendrei birtokaiért cserébe.
Az 1330-as években már egyháza is szerepelt a pápai tizedjegyzékben.
1548-ban a falu a törökök martaléka lett, akik a falut felégették. Ettől kezdve a falu török uralom alatt volt még a 17. században is.
1553-tól a falu a lakatlan települések között szerepelt az 1600-as évek közepéig, majd a 18. század elejétől ismét pusztává vált és csak 1753-tól kezdett újranépesedni, 1720-ban  is csupán 5 család lakott itt.
1819-ben végzett nem nemesi összeírás 192 nem nemes lakosát írta össze. Az 1848–49-es forradalom és szabadságharc alatt  270 lakosát említették az egyházi összeírásban.
A 19. század közepén más községtől béreltek szőlőterületet, 1895-ben már 24 hold szőlőt jegyeztek fel a községben. A lakosság fő megélhetési forrása a szőlőtermesztés volt.
1910-ben 260 lakosából 16 magyar, 244 német volt. Ebből 258 római katolikus volt.
A 20. század elején Zala vármegye Balatonfüredi járásához tartozott.

## Közélete

### Polgármesterei
- 1990–1994: Steixner László (FKgP)[4]
- 1994–1998: Steixner László (független)[5]
- 1998–2002: Steixner László (független)[6]
- 2002–2006: Steixner László (független német kisebbségi)[7]
- 2006–2010: Steixner László (független)[8]
- 2010–2014: Steixner László (független)[9]
- 2014–2019: Steixner László (független)[10]
- 2019–2024: Steierlein Imre (független)[11]
- 2024– : Steierlein Imre (független)[1]

## Népesség
A település népességének változása:
| Lakosok száma | 109  | 109  | 111  | 108  | 105  | 114  | 116  |
|               | 2013 | 2014 | 2015 | 2021 | 2022 | 2023 | 2024 |

A 2011-es népszámlálás során a lakosok 100%-a magyarnak, 50,9% németnek, 1,8% cigánynak mondta magát (a kettős identitások miatt a végösszeg nagyobb lehet 100%-nál). A vallási megoszlás a következő volt: római katolikus 69,1%, református 8,2%, evangélikus 1,8%, felekezeten kívüli 0,9% (17,3% nem nyilatkozott).
2022-ben a lakosság 96,2%-a vallotta magát magyarnak, 65,7% németnek, 1,9% románnak, 1% ukránnak és szlováknak (3,8% nem nyilatkozott; a kettős identitások miatt a végösszeg nagyobb lehet 100%-nál). Vallásuk szerint 43,8% volt római katolikus, 2,9% református, 2,9% egyéb keresztény, 1,9% egyéb katolikus, 2,9% felekezeten kívüli (45,7% nem válaszolt).

## A község neves szülöttei
- Solymár István plébános (1905-1970)

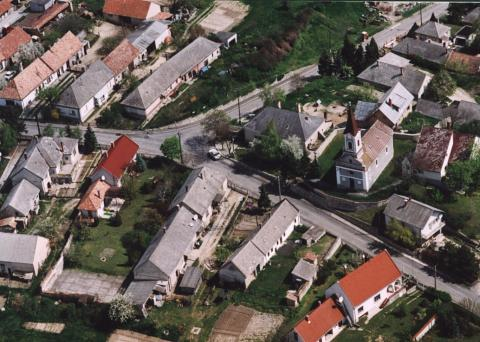
Szentjakabfa légifotója

## Külső hivatkozások
- Szentjakabfa az utazom.com honlapján
- Európai borutak portál[halott link]